# Polideportivo Ejido
Poli Ejido Sociedad Deportiva byl španělský fotbalový klub sídlící ve městě El Ejido v autonomním společenství Andalusie. Klub byl založen v roce 1969, zanikl v roce 2012 kvůli finančním problémům.
Své domácí zápasy hrál klub na stadionu Estadio Santo Domingo s kapacitou 7 870 diváků.

## Poslední soupiska
Aktuální v sezóně 2011/12
| Číslo |           | Pozice | Hráč            |
| ----- | --------- | ------ | --------------- |
|       | Španělsko | B      | Álvaro          |
|       | Španělsko | B      | Dani            |
|       | Španělsko | B      | Néstor          |
|       | Španělsko | O      | Raúl Fernández  |
|       | Španělsko | O      | Callejón        |
|       | Španělsko | O      | Dani Salas      |
|       | Španělsko | O      | David Fernández |
|       | Španělsko | O      | Óscar           |
|       | Španělsko | O      | Paco            |
|       | Španělsko | O      | Pepe            |
|       | Španělsko | O      | Samir           |
|       | Španělsko | Z      | Dani Cara       |

| Číslo |           | Pozice | Hráč         |
| ----- | --------- | ------ | ------------ |
|       | Španělsko | Z      | Fran Cortés  |
|       | Španělsko | Z      | Javilillo    |
|       | Španělsko | Z      | Juanito      |
|       | Španělsko | Z      | Moreno       |
|       | Španělsko | Z      | Quiles       |
|       | Španělsko | Z      | Saúl         |
|       | Španělsko | Z      | Ximo Forner  |
|       | Španělsko | Z      | Rubén Rivera |
|       | Španělsko | Ú      | Cantarutti   |
|       | Španělsko | Ú      | Fran Amado   |
|       | Španělsko | Ú      | Prieto       |

## Umístění v jednotlivých sezonách
Legenda: Z – zápasy, V – výhry, R – remízy, P – porážky, VG – vstřelené góly, OG – obdržené góly, +/- – rozdíl skóre, B – body, červené podbarvení – sestup, zelené podbarvení – postup, světle fialové podbarvení – přesun do jiné soutěže
| Sezóny  | Liga                              | Úroveň | Z  | V  | R  | P  | VG | OG | +/- | B  | Pozice |
| ------- | --------------------------------- | ------ | -- | -- | -- | -- | -- | -- | --- | -- | ------ |
| 1986/87 | Primera División Andaluza – sk. ? | 5      | …  | …  | …  | …  | …  | …  | …   | …  | 1.     |
| 1987/88 | Tercera División – sk. IX         | 4      | …  | …  | …  | …  | …  | …  | …   | …  | 3.     |
| 1988/89 | Tercera División – sk. IX         | 4      | 40 | 20 | 8  | 12 | 63 | 48 | +15 | 48 | 7.     |
| 1989/90 | Tercera División – sk. IX         | 4      | 38 | 20 | 11 | 7  | 58 | 34 | +24 | 51 | 3.     |
| 1990/91 | Tercera División – sk. IX         | 4      | 38 | 17 | 16 | 5  | 45 | 29 | +16 | 50 | 2.     |
| 1991/92 | Segunda División B – sk. IV       | 3      | 36 | 18 | 9  | 11 | 46 | 36 | +10 | 45 | 5.     |
| 1992/93 | Segunda División B – sk. IV       | 3      | 36 | 10 | 13 | 13 | 31 | 45 | -14 | 33 | 14.    |
| 1993/94 | Segunda División B – sk. IV       | 3      | 36 | 10 | 11 | 17 | 35 | 43 | -8  | 31 | 17.    |
| 1994/95 | Tercera División – sk. IX         | 4      | …  | …  | …  | …  | …  | …  | …   | …  | 3.     |
| 1995/96 | Tercera División – sk. IX         | 4      | …  | …  | …  | …  | …  | …  | …   | …  | 1.     |
| 1996/97 | Segunda División B – sk. IV       | 3      | 36 | 10 | 14 | 14 | 33 | 40 | -7  | 44 | 17.    |
| 1997/98 | Tercera División – sk. IX         | 4      | …  | …  | …  | …  | …  | …  | …   | …  | 2.     |
| 1998/99 | Tercera División – sk. IX         | 4      | …  | …  | …  | …  | …  | …  | …   | …  | 2.     |
| 1999/00 | Tercera División – sk. IX         | 4      | 38 | 24 | 8  | 6  | 66 | 34 | +32 | 80 | 1.     |
| 2000/01 | Segunda División B – sk. IV       | 3      | 36 | 18 | 12 | 6  | 40 | 25 | +15 | 66 | 2.     |
| 2001/02 | Segunda División                  | 2      | 42 | 12 | 14 | 16 | 41 | 48 | -7  | 50 | 18.    |
| 2002/03 | Segunda División                  | 2      | 42 | 12 | 16 | 14 | 36 | 45 | -9  | 52 | 13.    |
| 2003/04 | Segunda División                  | 2      | 42 | 12 | 13 | 17 | 29 | 40 | -11 | 49 | 18.    |
| 2004/05 | Segunda División                  | 2      | 42 | 12 | 16 | 14 | 41 | 45 | -4  | 52 | 13.    |
| 2005/06 | Segunda División                  | 2      | 42 | 15 | 8  | 19 | 43 | 50 | -7  | 53 | 15.    |
| 2006/07 | Segunda División                  | 2      | 42 | 16 | 10 | 16 | 52 | 50 | +2  | 58 | 11.    |
| 2007/08 | Segunda División                  | 2      | 42 | 11 | 11 | 20 | 37 | 54 | -17 | 44 | 22.    |
| 2008/09 | Segunda División B – sk. IV       | 3      | 38 | 18 | 12 | 8  | 60 | 39 | +21 | 66 | 3.     |
| 2009/10 | Segunda División B – sk. IV       | 3      | 38 | 19 | 8  | 11 | 47 | 28 | +19 | 65 | 4.     |
| 2010/11 | Segunda División B – sk. IV       | 3      | 38 | 11 | 11 | 16 | 41 | 51 | -10 | 48 | 14.    |
| 2011/12 | Segunda División B – sk. IV       | 3      | 38 | 2  | 4  | 32 | 13 | 75 | -62 | 7  | 20.    |